# Dashmina
Dashmina (en bengali : দশমিনা) est une upazila du Bangladesh dans le district de Patuakhali. En 2010, on y dénombrait 106 539 habitants.